# 櫛笥隆賀
櫛笥隆賀（1652年11月14日—1733年8月31日），是江戶時代中期的公卿，也是藤原氏北家魚名流四條支流的櫛笥家當主。

## 生涯
櫛笥隆賀在承應元年（1652年）出生，是園池家創始當主園池宗朝的次子，後西天皇的表兄弟（姑母櫛笥隆子是後西天皇的母親）。後來，因堂兄櫛笥隆胤（隆胤的父親櫛笥隆朝是園池宗朝的兄長）無子，而過繼到櫛笥家為後；萬治元年（1658年）敘爵從五位下；經任侍從、左近衛少將與左近衛中將後，在天和三年（1683年）昇敘從三位，位列公卿。
及後他也擔任過右兵衛督、參議、踏歌節會外弁、東照宮奉幣使、權中納言和權大納言。享保八年（1723年）短暫出任內大臣。
享保十三年（1728年）他出家，到享保十八年（1733年）他逝世，享年80歲。